# Jiří Baumruk
Jiří Baumruk (Praga, 27 giugno 1930 – 23 novembre 1989) è stato un cestista e allenatore di pallacanestro cecoslovacco.
Era il fratello di Miroslav Baumruk.

## Carriera
Con la Cecoslovacchia ha disputato due edizioni dei Giochi olimpici (Helsinki 1952, Roma 1960) e sei edizioni dei Campionati europei (1951, 1953, 1955, 1957, 1959, 1961).
Morì nel 1989, vittima di un incidente stradale.

## Palmarès

### Giocatore
- Campionato cecoslovacco: 1

Spartak Praga Sokolovo: 1959-60